# キッチンハイター
キッチンハイターは、花王が販売する台所用塩素系漂白剤及び酸素系漂白剤のブランドである。 

## 歴史
- 1962年 花王ブリーチの販売を開始。当初台所の衛生にも使えると宣伝された。
- 1966年 花王ハイターに改称。
- 197？年 花王キッチンハイターの発売を開始。当初は大小サイズだけだった。
- 1978年 *キッチンワイドハイター販売開始。
- 1982年 特大2500mlサイズ、ハイターと同時発売。
- 1990年 まぜるな危険マーク貼り付け。
- 2016年 キッチンハイター粉末酸素系（キッチンワイドハイター)家庭用、販売停止。

## ラインナップ
- 小600ml
- 大1500ml
- お得用2500ml
- 台所ヌメリ取り

### 生産終了品
- 粉末酸素系

## 競合品
いずれもジェネリック製品である。
- カネヨキッチンブリーチ（カネヨ石鹸）[注釈 1]
- マイキッチンブリーチ（ロケット石鹸）[注釈 2]
- キッチンブリーチ（ミツエイ）[注釈 3]